# Kristína Peláková
Kristína (teljes neve: Kristína Peláková Felsővízköz, Csehszlovákia, 1987. augusztus 20. –) szlovák énekesnő, előadóművész. Ő képviselte Szlovákiát a 2010-es Eurovíziós Dalfesztiválon, a Horehronie című dalával.

## Élete
2010. február 27-én a szlovák közszolgálati televízió, az STV, Eurosong nevű eurovíziós nemzeti döntőjében ő nyerte el a jogot, hogy képviselje Szlovákiát a 2010-es Eurovíziós Dalfesztiválon. A televoting eredményét folyamatosan lehetett követni, mégis szoros lett a végeredmény: holtverseny alakult ki az első helyen, a zsűri kedvence (Mista – Emotions) második helyezett lett a közönségnél, de a televoting eredménye döntött, így Kristína Horehronie című dala került ki nyertesként a hosszú nemzeti válogatóból. A dalversenyen a május 25-én rendezett első elődöntőben adták elő, ahol huszonnégy ponttal a tizenhatodik helyen végzett, így nem jutott tovább a döntőbe, a fogadóirodák és szurkolók egyik nagy reménye.

## Diszkográfia

### Albumok
- … ešte váham (2008)
- V sieti ťa mám (2010)
- Na slnečnej strane sveta (2012)
- Tie naj (2014)

### Kislemezek
| Év   | Dal                     | Slágerlistás helyezés | Slágerlistás helyezés | Album                    |
| Év   | Dal                     | [ 2 ]                 | [ 3 ]                 | Album                    |
| ---- | ----------------------- | --------------------- | --------------------- | ------------------------ |
| 2008 | Vráť mi tie hviezdy     | —                     | 6                     | … ešte váham             |
| 2008 | Ešte váham              | —                     | 6                     | … ešte váham             |
| 2009 | Stonka                  | 28                    | 4                     | V sieti ťa mám           |
| 2010 | Horehronie              | 33                    | 1                     | V sieti ťa mám           |
| 2010 | Tak si pustím svoj song | —                     | 27                    | V sieti ťa mám           |
| 2010 | V sieti ťa mám          | —                     | 1                     | V sieti ťa mám           |
| 2010 | Vianočná nálada         | —                     | 10                    | V sieti ťa mám           |
| 2011 | Pri oltári              | 30                    | 10                    | V sieti ťa mám           |
| 2011 | Life is a Game          | —                     | 13                    | nem jelent meg albumon   |
| 2011 | Tajná láska             | —                     | 63                    | V sieti ťa mám           |
| 2012 | Jabĺčko                 | 24                    | 13                    | Na slnečnej strane sveta |
| 2012 | Viem lebo viem          | —                     | 7                     | Na slnečnej strane sveta |
| 2013 | Život je vždy fajn      | 94                    | 68                    | Tie naj                  |
| 2013 | Rozchodovy´ Reggaeton   | 68                    | 100                   | Tie naj                  |
| 2015 | Ta ne                   |                       |                       |                          |
| 2015 | Na bieleho koňa         |                       |                       |                          |
| 2016 | Si pre mňa best         |                       |                       |                          |
| 2016 | Vianočná jahoda         |                       |                       |                          |
| 2017 | Láska bombová           |                       |                       |                          |

A Horehronie megjelent a 2010-es Eurovíziós Dalfesztivál válogatáslemezén is.